# Wilhelm Peetz

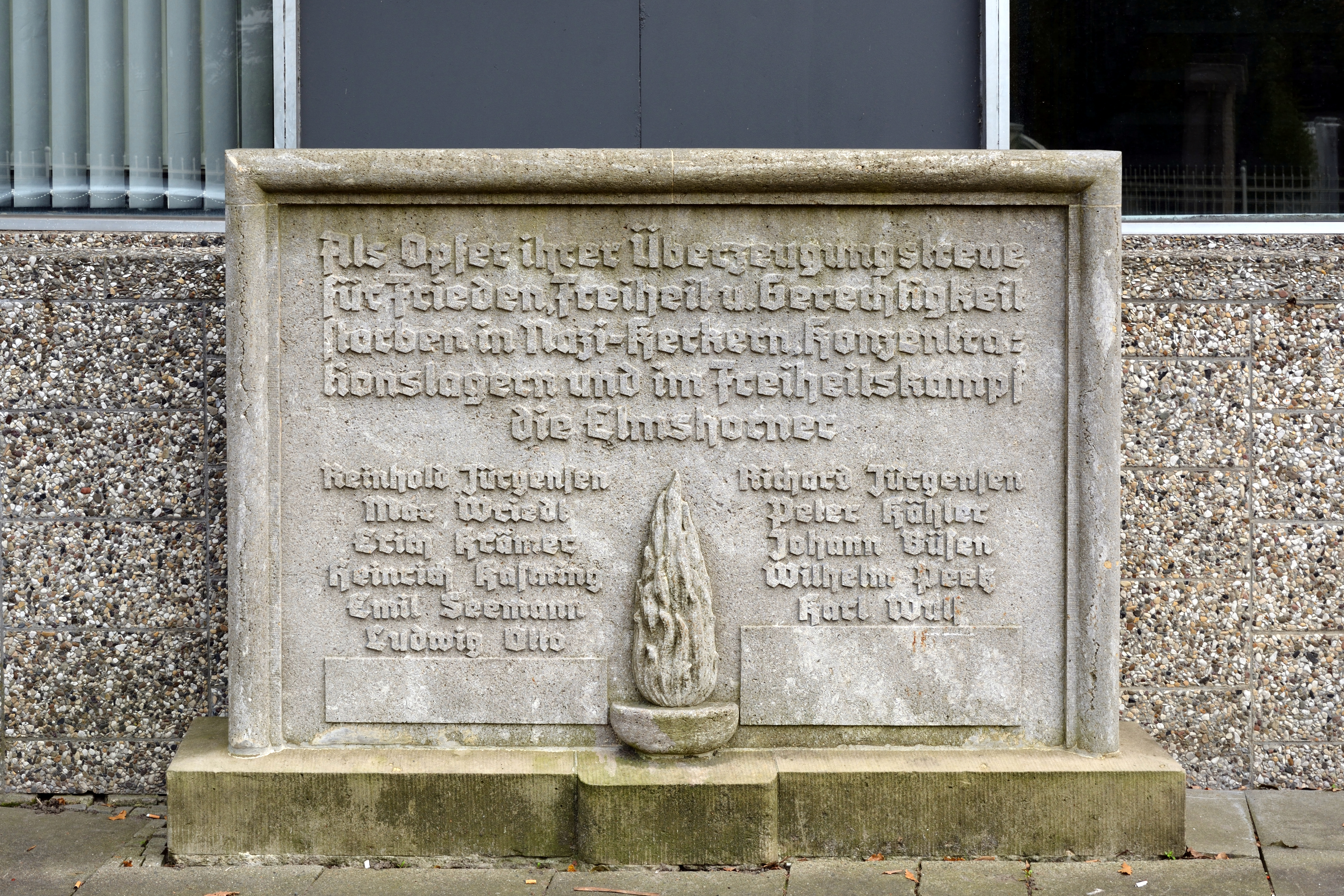
Gedenkstein am Rathaus in Elmshorn

Wilhelm Peetz (* 25. Februar 1892 in Elmshorn; † 3. Oktober 1935 im KZ Esterwegen) war ein deutscher kommunistischer Widerstandskämpfer gegen den Nationalsozialismus.

## Leben
Peetz war Mitglied in der Kommunistischen Partei Deutschlands (KPD) und engagierte sich in der Zeit der Weimarer Republik gegen das Aufkommen des Nationalsozialismus. Nach der Machtübertragung an die NSDAP 1933 setzte er diese Tätigkeit illegal fort. Er wurde von der Gestapo verhaftet und von einem Gericht wegen „Vorbereitung zum Hochverrat“ zu einer Zuchthausstrafe verurteilt und in das KZ Esterwegen verbracht. Hier musste er mehrfach grausame Schikanen durch SS-Männer erleiden. An den dabei erlittenen Verletzungen ist er verstorben.

## Ehrung
- Am 20. April 2010 wurde zum Gedenken an Wilhelm Peetz vor seinem ehemaligen Wohnhaus in der Klaus-Groth-Promenade 28 von Elmshorn durch den Kölner Aktionskünstler Gunter Demnig ein Stolperstein verlegt.[1]